# Las Vallas
Las Vallas är en ort i Mexiko.   Den ligger i kommunen Tamazula de Gordiano och delstaten Jalisco, i den södra delen av landet, 400 km väster om huvudstaden Mexico City. Las Vallas ligger 1 110 meter över havet och antalet invånare är 247.
Terrängen runt Las Vallas är huvudsakligen kuperad, men västerut är den bergig. Runt Las Vallas är det ganska glesbefolkat, med 27 invånare per kvadratkilometer. Närmaste större samhälle är Ciudad Guzmán, 15,5 km väster om Las Vallas. I omgivningarna runt Las Vallas växer huvudsakligen savannskog.